# Вершбоу, Лиса
Лиса (Лиза) Вершбоу (англ. Lisa Vershbow; 1 января 1953, Бостон) — американский ювелир, интерьерный дизайнер, искусствовед и коллекционер. Является одним из членов-основателей Вашингтонской Гильдии золотых дел мастеров (Washington Guild of Goldsmiths — WGG). Почётный зарубежный член Российской Академии Художеств. Своей всемирной известностью Лиса обязана как личному трудолюбию и таланту, так и своему супругу-дипломату Александру Расселу Вершбоу (в 2012—2016 годах был заместителем генерального секретаря НАТО).

## Биография

### Молодые годы
Лиса — уроженка Бостона, штат Массачусетс. Один из её прадедов родился в Белоруссии и в 1905 году эмигрировал в США. С юных лет Лиса отличалась художественным вкусом, чувством стиля и тем, что принято называть «умными руками». Своё первое ювелирное изделие Лиса создала в 14-летнем возрасте, с помощью подручных слесарных инструментов. В 1969—1971 году она прошла курс ювелирной техники и дизайна в родном Массачусетсе, в музее Де-Кордова, город Линкольн. В 1975 году окончила факультет истории искусств Коннектикутского колледжа в Нью-Лондоне, штат Коннектикут, получив звание бакалавра искусств. Параллельно с учёбой в Нью-Лондоне, Лиса изучала художественную обработку металла в Университете штата Нью Мексико.

### Звёздная семья
В 1975 году вышла замуж за своего земляка-бостонца и друга детства, выпускника Йельского университета, Александра Рассела Вершбоу: «Увы, мои родители не научили меня русскому языку. У нас в доме хранился самовар, а я даже на знала его назначения! Однако, когда я вышла замуж, то согласно традиции, как старшая дочь в семье, забрала самовар с собой в качестве приданого».
Самовар оказался счастливым талисманом. Сейчас у Александра и Лисы — двое сыновей: актёр Бенджамин и биолог Грегори…
С 1978 года до отъезда с мужем в Россию Лиса работала инструктором по ювелирному делу в школе Лиги искусств (Art League School) в Александрии, штат Вирджиния.
В 1979 году Александр Вершбоу был назначен третьим секретарём американского посольства в Москве. Лиса впервые увидела Москву: «Мы прожили здесь два года. Я очень хорошо помню то время: мы жили на Донской улице, и каждый день я катала коляску с маленьким Беном вдоль стен Донского монастыря». К 1981 относится её первая выставка в столице России.
По возвращении на родину в 1981 году, Лиса вновь работала инструктором по ювелирному делу в школе Лиги искусств. Проработала там до 1997 года. Участвовала в организации молодёжных программ Смитсоновского института в Вашингтоне.

В 1994—1996 годы Лиса Вершбоу состояла президентом Вашингтонской Гильдии золотых дел мастеров (WGG), одним из членов-основателей которой она является. Состоит также членом Общества золотых дел мастеров Северной Америки (Society of North American Goldsmiths — SNAG). 
Мне нравятся все виды искусства, но прежде всего — прикладное. Когда я приезжаю куда-нибудь, в первую очередь интересуюсь достижениями прикладного искусства, будь то керамика, стекло, текстиль и т. д. (…) В живописи, скульптуре мы видим много нового, авангардного. В прикладном искусстве этого гораздо меньше, оно в основном остается традиционным. (…) Я же чувствую необходимость показать, что и прикладное искусство может быть таким же современным, как живопись или скульптура. Я стараюсь внести в прикладное искусство некую новую струю. Прежде всего это относится к ювелирному искусству.

Брошки и заколки, ожерелья и серьги, созданные Лисой Вершбоу, носят такие известные женщины, как Мадлен Олбрайт, Кондолиза Райс, Хиллари Клинтон и Лора Буш. 
Я подарила госпоже Олбрайт брошку в форме стрелы и сказала, что её нужно носить, если хочешь добиться успеха!
 — рассказывает Лиса…
В 1999 году Лиса Вершбоу участвовала в работах XI Международного ювелирного симпозиума в Тырнове (Чехия). Организовала большое количество персональных выставок.
В 2001 году, в связи с назначением Александра Вершбоу послом США в Российской Федерации, Лиса Вершбоу снова оказалась в Москве, активно участвовала в художественной жизни России, познакомилась с Зурабом Церетели и другими известными художниками, часто посещала Академию имени Строганова. 
Я вижу свою миссию в сближении американского и российского сообществ дизайнеров!
 — подчёркивала Лиса.

Большое огорчение причинил Лисе Вершбоу 2003 год, когда, в связи с событиями в Ираке, Американское посольство отменило выставку её ювелирных украшений в Великом Новгороде, намеченную на 14 мая в Новгородском музее изобразительных искусств. В 2004 году Лиса Вершбоу была участницей и членом оргкомитета российско-американской выставки современного искусства «Две столицы». 
Сочетание цвета, формы и механических узлов присутствует в ювелирном дизайне Лисы Вершбоу на протяжении всей её творческой карьеры. Она комбинирует традиционную ювелирную технику — с нетрадиционными материалами. Так, алюминий и пластик она комбинирует с серебром, полудрагоценными камнями и жемчугом — что делает её работы уникальными.
 — пишет американский журнал «Ornament» (Volume 34, No.4, 2011). 
Ценность моих изделий не в стоимости материала - он достаточно дёшев  — а в художественной идее!
 — говорит Лиса.
7 октября 2004 года Лиса Вершбоу прочла в профессиональном лицее Калининграда (№ 10) лекцию на тему: «Ювелирный дизайн — американский взгляд». Лекция была организована в рамках образовательной программы Второго регионального конкурса янтарных изделий «Алатырь-2004»… В том же 2004 году Лиса Вершбоу посетила Таганрог и Старочеркасск, познакомилась с богатым историко-культурным наследием этих городов Земли Войска Донского.
В 2005—2008 годы, в связи с назначением Александра Вершбоу послом США в Южной Корее, Лиса Вершбоу проживала в Сеуле. В 2005 г. Лиса Вершбоу была членом жюри конкурса ювелиров северных стран в Хельсинки.

В 2011 году Лиса Вершбоу приняла приглашение авторов проекта «Идеи и образы Леонардо да Винчи в современном декоративно-прикладном искусстве» Андрея Гилодо и Марины Коростелевой принять участие в одноимённой выставке, которая открылась 2 сентября в Музее янтаря в Калининграде. Андрей Гилодо, академик Академии искусствоведения, эксперт Министерства культуры РФ и заведующий отделом металла Всероссийского музея декоративно-прикладного и народного искусства, так охарактеризовал американского дизайнера и её творчество: 
Лиса Вершбоу — художник талантливый и оригинально мыслящий. И что самое главное — она относится к тем художникам, которые постоянно думают. То есть не просто что-то делают руками, а именно думают. Для них очень важна мотивация: почему они создают то или иное произведение? И отвечая на этот вопрос, они и создают произведения. Поэтому качество этих произведений всегда соответствует тому, насколько глубоко и насколько детально они продумывают ту тему, которая им задается для создания произведения или которую они выбирают для создания произведения самостоятельно. Вот как раз броши Лисы Вершбоу в контексте проекта «Леонардо да Винчи» стали достаточно наглядным, ярким воплощением её почерка. Я хотел бы добавить ещё, что при всей персональной и личной узнаваемости, Лиса Вершбоу очень ярко, очень эффектно и очень точно представляет американскую ювелирную школу в рамках которой она воспитана, ювелирную школу второй половины XX века и сейчас уже XXI века. Именно с этой точки зрения она выбрала очень интересный аспект: она увидела в машинерии, в рисунках и записках Леонардо да Винчи то, что в современном мире называется дизайн-стилем или дизайн-искусством. Для неё Леонардо да Винчи является одним из первых дизайнеров, который на несколько столетий опередил своё время.
В 2012 году Александр Вершбоу был назначен заместителем генерального секретаря НАТО, и супруги переехали в Брюссель.
Осенью 2016 года супруги Вершбоу вернулись в США.

## Выставки
- 1977 Бостон, Массачусетс, США.
- 1981 Москва, Россия.
- 1986 Лондон, Великобритания.
- 1987 Лондон, Великобритания.
- 1992 Брюссель, Бельгия.
- 1998 Брюссель, Бельгия.
- 1999 Антверпен, Бельгия.
- 2002 Международная выставка «Ювелирный авангард». Государственный Эрмитаж, Санкт-Петербург, Россия.
- 2002 Персональная выставка. Коллекция «Новый Арбат». Москва, Россия
- 2002 Персональная выставка. Ярославль, Россия.
- 2002 Персональная выставка. Калининград, Россия.
- 2003 Выставка «Цветочное торнадо». Екатеринбург, Россия.
- 2004 Российско-американская выставка современного искусства «Две столицы». Москва, Россия.
- 2004 Персональная выставка. Калининград, Россия.
- 2010 Персональная выставка. Челябинск, Россия.
- 2010 Персональная выставка. Екатеринбург, Россия.
- 2011 Выставка «Идеи и образы Леонардо да Винчи в современном декоративно-прикладном искусстве» . Калининград, Россия.
- 2012 Выставка «Алексей Бабуров — Лиса Вершбоу». Хабаровск, Россия.
- 2013 Выставка «Ювелирный авангард». Посольство Швеции. Токио, Япония.
- 2013 Выставка «Цвет и форма, современное ювелирное искусство — Лиса Вершбоу и её друзья». Екатеринбург, Россия.